# Erythrobasidium hasegawae
Erythrobasidium hasegawae är en svampart som först beskrevs av Y. Yamada & Komag., och fick sitt nu gällande namn av Hamam., Sugiy. & Komag. 1988. Erythrobasidium hasegawae ingår i släktet Erythrobasidium, ordningen Erythrobasidiales, klassen Cystobasidiomycetes, divisionen basidiesvampar och riket svampar.   Inga underarter finns listade i Catalogue of Life.